# سوپر جام اروپا ۲۰۱۷
سوپر جام اروپا ۲۰۱۷ (انگلیسی: 2017 UEFA Super Cup) چهل‌ودومین بازی سوپر جام اروپا است که سالیانه توسط یوفا برگزار می‌شود و تیم‌های برندهٔ لیگ قهرمانان اروپا و لیگ اروپا مصاف هم می‌روند. در این بازی منچستر یونایتد به عنوان قهرمان لیگ اروپا ۱۷–۲۰۱۶ به مصاف رئال مادرید، قهرمان لیگ قهرمانان اروپا ۱۷–۲۰۱۶ رفت. این بازی در ۸ اوت ۲۰۱۷ ورزشگاه فیلیپ دوم در اسکوپیه، جمهوری مقدونیه برگزار شد. جانلوکا روکی نیز داور این دیدار بود.

## تیم‌ها
| تیم            | راهیابی                           | مصاف‌های قبلی (پررنگ به معنای قهرمانی) |
| -------------- | --------------------------------- | ------------------------------------- |
| رئال مادرید    | قهرمان لیگ قهرمانان اروپا ۱۷–۲۰۱۶ | ۱۹۹۸، ۲۰۰۰، ۲۰۰۲، ۲۰۱۴، ۲۰۱۶          |
| منچستر یونایتد | قهرمان لیگ اروپا ۱۷–۲۰۱۶          | ۱۹۹۱، ۱۹۹۹، ۲۰۰۸                      |

دو تیم پیش از این در سوپر جام به مصاف هم نرفته‌اند، اما در لیگ قهرمانان ۱۰ بار بازی کرده‌اند که رئال مادرید ۴ پیروزی، ۴ تساوی و منچستر یونایتد هم ۲ پیروزی کسب کرده‌است.

## جزئیات
| رئال مادرید               | ۲–۱   | منچستر یونایتد |
| ------------------------- | ----- | -------------- |
| - کاسمیرو ۲۴' - ایسکو ۵۲' | گزارش | لوکاکو ۶۲'     |

| رئال مادرید | منچستر یونایتد |